# Wasp Motorcycles
Wasp Motorcycles és un fabricant anglès de motocicletes i sidecars amb seu a Dinton, prop de Salisbury, que produeix motocicletes de competició individuals i amb sidecar de motocròs, trial i grasstrack, així com el model Wasp 3 Wheel Freedom per a discapacitats.
Wasp ha aconseguit diversos èxits en competicions des del 1971, quan va guanyar per primer cop el Campionat d'Europa de sidecarcross. Els sidecars de Wasp han estat vuit vegades el xassís guanyador del Campionat del Món de sidecarcross. El 1972, els vuit primers classificats del Campionat d'Europa duien combinacions de sidecars Wasp.

## Història
Wasp va ser fundada el 1964 per l'enginyer i motociclista fora d'asfalt Robin Robbie Rhind-Tutt, qui havia treballat per al Ministeri de Defensa britànic com a aprenent d'enginyeria a Boscombe Down. Rhind-Tutt va dissenyar i construir diversos xassissos de motocicletes fora d'asfalt que va fer servir en competicions de motocròs. Altres competidors es van interessar pels seus xassissos i li van encarregar la construcció de xassissos especialitzats, de manera que va decidir fundar Wasp Motorcycles Ltd. La companyia va canviar el seu nom per Wasp Engineering Ltd el 1997, però continua comercialitzant els seus productes sota el nom de Wasp Motorcycles.
A la pel·lícula Escape to Athena de 1979, ambientada a la Segona Guerra Mundial, hi apareixia un conjunt de sidecar de motocròs Wasp/BSA pilotat per l'ex-campió d'Europa Dave Bickers i "disfressat" per tal que s'assemblés a una BMW R75 militar alemanya.

## Productes
Wasp fabrica i modifica motocicletes de sidecarcross, sidecar-grasstrack ('side-car-cross') i motocross individual. També produeix suspensions anteriors del tipus leading link per a sidecars i kits de conversió de forquilles per a motocicletes de carretera per tal de millorar-ne la frenada i el maneig, així com bastidors Métisse, els històrics models popularitzats durant la dècada del 1960 per Rickman Motorcycles.

## Wasp 3 Wheel Freedom
El sidecar 3 Wheel Freedom està dissenyat per a ser emprat per conductors discapacitats, incloent-hi motociclistes paraplègics, i té una rampa accionada elèctricament per a facilitar-hi l'accés. Amb un xassís de malla espacial tubular unit al cos de fibra de vidre, té una suspensió independent i un fre de doble pistó connectat als frens de la motocicleta. El disseny del sidecar permet transportar-hi una cadira de rodes i es pot fixar a qualsevol motocicleta de més de 500 cc.